# Brahian Cuello
Brahian David Cuello (30 de septiembre de 1997, Merlo, Provincia de San Luis) es un futbolista argentino. Juega como mediocampista y su equipo actual es Delfín Sporting Club de la Serie A de Ecuador.

## Trayectoria
Brahian, jugó desde chico en el Club San Martín de Merlo. Fue uno de los seleccionados por la Coordinación de Fútbol Infantil y Juvenil del Club Sportivo Estudiantes y por cuatro meses jugó para la 4.ª división albiverde, en el Torneo Juvenil de AFA.
Un lunes quedó entre los 18 concentrados, fue al banco y le tocó debutar ante Argentinos Juniors, un favorito que tendría el Torneo del Nacional B 2016-17.

### Características
Se desempeña como mediocampista externo tanto por derecha como por izquierda. Su pierna hábil es la derecha, se destaca por su velocidad, agilidad y su conducción del balón.

## Estadísticas

### Clubes
| Club                       | Div.                | Temporada           | Liga  | Liga  | Copas Nacionales | Copas Nacionales | Torneos Internacionales | Torneos Internacionales | Total | Total |
| Club                       | Div.                | Temporada           | Part. | Goles | Part.            | Goles            | Part.                   | Goles                   | Part. | Goles |
| -------------------------- | ------------------- | ------------------- | ----- | ----- | ---------------- | ---------------- | ----------------------- | ----------------------- | ----- | ----- |
| Estudiantes (SL) Argentina |                     |                     |       |       |                  |                  |                         |                         |       |       |
| 2.ª                        | 2016-17             | 13                  | 0     | -     | -                | -                | -                       | 13                      | 0     |       |
| 2.ª                        | 2017-18             | 18                  | 2     | -     | -                | -                | -                       | 18                      | 2     |       |
| 3.ª                        | 2018-19             | 26                  | 4     | 5     | 1                | -                | -                       | 31                      | 5     |       |
| 3.ª                        | 2019-20             | 21                  | 2     | 4     | 0                | -                | -                       | 25                      | 2     |       |
| Total club                 | Total club          | 78                  | 8     | 9     | 1                | -                | -                       | 87                      | 9     |       |
| Club Almagro Argentina     |                     |                     |       |       |                  |                  |                         |                         |       |       |
| 2.ª                        | 2021                | 0                   | 0     | -     | -                | -                | -                       | 0                       | 0     |       |
| Total club                 | Total club          | 0                   | 0     | -     | -                | -                | -                       | 0                       | 0     |       |
| Delfín S. C. · Ecuador     |                     |                     |       |       |                  |                  |                         |                         |       |       |
| 1.ª                        | 2025                | 18                  | 1     | 1     | 0                | -                | -                       | 19                      | 1     |       |
| Total club                 | Total club          | 18                  | 1     | 1     | 0                | -                | -                       | 19                      | 1     |       |
| Total en su carrera        | Total en su carrera | Total en su carrera | 96    | 9     | 10               | 1                | -                       | -                       | 106   | 10    |